# Уинклс, Джеймс
Джеймс Делано Уинклс (англ. James Delano Winkles); 18 декабря 1940, Окман, штат Алабама, США — 9 сентября 2010, Тюрьма «Florida State Prison», округ Брадфорд, штат Флорида) — американский убийца, убивший в период с 1980 года по 1981 год не менее двух девушек на территории округа Пинеллас (штат Флорида). Большую часть своей сознательной жизни Уинклс принадлежал к криминальной субкультуре. Он являлся основным подозреваемым в совершении серии убийств девушек и женщин на территории разных округов штата Флорида в период с конца 1960-х по начало 1980-х годов. В феврале 1998 года Уинклс признался в совершении двух убийств девушек, за что впоследствии был приговорён к смертной казни. Уинклс утверждал что несёт ответственность за совершение 62 убийств.

## Биография
Джеймс Делано Уинклс родился 18 декабря 1940 года в городе Окман, штат Алабама. Мать Джеймса умерла вскоре после его рождения в возрасте 17 лет, благодаря чему в дальнейшем Джеймс воспитывался отцом, тётками и бабушкой по отцовской линии. Детство и юность Уинклс провёл в сельской местности, в социально-неблагополучной обстановке, так как его семья испытывала материальные трудности, благодаря чему Джеймс и остальные члены его семьи вынуждены были заниматься кражами в целях выживания. О детско-родительских отношениях между ним и членами его семьи существует противоречивая информация. Сам Уинклс утверждал, что многие члены его семьи демонстрировали деструктивное поведение и сексуальные девиации. Согласно его утверждениям, его бабушка и тёти страдали нарушением сексуального поведения и принуждали его к инцестуальным отношениям. Уинклс заявил, что начиная с 9-летнего возраста он вследствие принуждения вынужден был заниматься сексом со своей бабушкой и тётками, которые периодически подвергали его физическому насилию из-за опасения разоблачения. По свидетельствам Джеймса, инцестуальные отношения продолжались до 1973 года.
Также он утверждал, что его бабушка и тётки придерживались индифферентного стиля его воспитания, вследствие чего демонстрировали холодное отношение к нему, не проявляли никакого интереса к его социальной жизни и были закрыты для общения, что в свою очередь негативно повлияло на развитие его личности. Однако дядя Джеймса, брат его отца опровергал это. Он подтвердил что отец Джеймса мало прилагал усилий в целях воспитания сына, и его воспитанием занималась в основном их мать — бабушка Джеймса. По словам дяди Джеймса, бабушка не была хорошей матерью для него и для отца Джеймса, так как в их семье отсутствовала дисциплина, отсутствовали нормы морали в области сексуальных отношений, а школьное образование не было приоритетом. Дядя Джеймса вынужденно признал, что бабушка поощряла детей и внуков нарушать закон, в частности совершение краж угля с железнодорожных вагонов в целях отапливания дома в зимнее время года, но также утверждал, что она не пыталась превратить своих детей в преступников, а воровство было всего лишь вопросом выживания. Он отрицал что Джеймс когда-либо подвергался сексуальному или физическому насилию со стороны бабушки и тёток, а также отрицал тот факт, что его мать — бабушка Джеймса, когда-либо была замечена в проявлении сексуальных девиаций и состояла в инцестуальных отношениях с членами семьи. Он настаивал на том, что Джеймс на протяжении детства и юности не был предметом презрения или насмешек со стороны других членов семьи, не испытывал недостатка в питании и не страдал от нехватки родительского внимания и заботы со стороны бабушки, однако свидетельства дяди Джеймса несколько обесценивались тем фактом, что он ничем не смог их подтвердить, так как вынужденно признал, что покинул родительский дом в 1938 году, за два года до рождения Джеймса и в последующие годы возвращался туда лишь периодически, с целью визита своей матери и других родственников, таким образом не имея полного представления о детско-родительских отношениях между Джеймсом и бабушкой.
В конце 1940-х Джеймс Уинклс заболел малярией, которая привёл к тяжёлым патологиям. В подростковые годы у него были диагностированы сердечная недостаточность и диарея. Из-за проблем со здоровьем Уинклс потерял общую способность к обучению, благодаря чему уже в 1-м классе начальной школы был вынужден остаться на повторный год обучения и в последующие школьные годы имел проблемы с дисциплиной и успеваемостью. Будучи подростком он несколько раз подвергался госпитализации в связи с высокой температурой тела и часто падал в обморок. В конечном итоге из-за прогулов и хронической успеваемости, в 1955 году Уинклс бросил школу незадолго до окончания 9-го класса. В этот период он был впервые арестован за совершение угона автомобиля, после чего был осуждён и провёл несколько месяцев в учреждении для малолетних преступников. После освобождения Уинклс завербовался в армию США, скрыв свой истинный возраст. Он был зачислен в «Военно-воздушные силы США», однако вскоре после начала несения службы начал подвергаться дисциплинарным взысканиям из-за проблем со здоровьем. Спустя шесть месяцев после начала несения службы Джеймс был госпитализирован.
В ходе медицинской экспертизы у него были выявлены признаки гепатита, на основании чего он был признан не годным к несению воинской службы по состоянию здоровья и был уволен из рядов армии США. После увольнения Джеймс вернулся в Окман, где в течение нескольких последующих лет вёл маргинальный образ жизни. В этот период он увлекался алкогольными напитками и наркотическими средствами. Вследствие материальных трудностей он сменил ряд профессий, освоив в конечном итоге профессию механика, периодически совершая кражи. В конце 1950-х Джеймс Уинкл был арестован по обвинению в совершении кражи. Он был осуждён и получил в качестве уголовного наказания несколько месяцев лишения свободы, которое отбывал в окружной тюрьме. После освобождения семья Уинклса покинула территорию штата Алабама. В этот период Уинксл вместе со своей бабушкой прожили несколько месяцев на территории штатов Гавайи и Род-Айленд, где проживали тёти Джеймса — Оррин и Перл, которые согласно его показаниям в этот период также вынуждали его заниматься с ними сексом. В 1961 году Джеймс женился, однако вскоре после женитьбы он начал вести криминальный образ жизни и его брак закончился разводом. В 1962 году Уинклс переехал на территорию штата Флорида, где познакомился с женщиной по имени Эдит Рен, которая вскоре стала его женой.

## Криминальная карьера
В 1963 году Джеймс был арестован по обвинению в нападении с намерением совершить ограбление на территории округа Гамильтон, штат Флорида. 3 сентября того же года он был осуждён и получил в качестве уголовного наказания 5 лет лишения свободы. В 1967 году он получил условно-досрочное освобождение и вышел на свободу, после чего стал вести бродяжнический образ жизни. В период с 1967 по 1982 год Уинклс постоянно менял места жительства, путешествуя по разным округам штата Флорида. Он продолжал вести маргинальный образ жизни, зарабатывая на жизнь кражами и другими случайными заработками, периодически работал механиком. В этот период он женился в третий раз. Его женой стала девушка по имени Мэри Томас, которая в середине 1970-х родила ему ребёнка. Уинклс был женат на Мэри Томас вплоть до своего ареста.
12 сентября 1981 года Джеймс Уинклс был арестован на территории округа Пинеллас по обвинению в мошенничестве с земельным участком, который он намеревался продать используя поддельные документы. После предъявления обвинений он был освобождён из-под стражи во время расследования, заплатив в качестве залога деньги. Через месяц Уинклс стал подозреваемым в причастности к совершению убийства, так как на территории земельного участка в округе Ситрус, было обнаружено обезглавленное тело девушки, находившееся в состоянии разложения. Судебно-медицинский эксперт, проводивший вскрытие трупа, не смог установить точную дату смерти жертвы, но предположил что девушка была убита в конце сентября или в начале октября 1981 года. Уинклс попал в число подозреваемых после того, как в полицию обратился свидетель, который заявил о том, что Джеймс и его жена Мэри Томас были замечены на этом земельном участке в начале октября 1981 года. Уинклс был допрошен, однако он не признал свою причастность к совершению убийства, хотя вынужден был признать, что в начале октября действительно находился вместе с женой на месте обнаружения тела жертвы, используя территорию участка как место для кемпинга.
Его свидетельства были подтверждены его женой. В конечном итоге из-за недостатка доказательств никаких дополнительных обвинений ему предъявлено не было. 6 января 1982 года Уинклс явился в агентство по продаже недвижимости под названием «Zigler», которое было расположено на территории округа Семинол. Используя псевдоним «Дэвид Лонгстрит», Уинклс попросил продавца — 28-летнюю Донну Малтби показать ему каталог домов и коттеджей, выставленных на продажу. После того как он остановил свой выбор на одном из домов, он и Донна Малтби договорились о встрече на следующий день, во время которой они должны были посетить дом для детального осмотра, который якобы намеревался купить Уинклс. На следующий день, рано утром 7 января Джеймс Уинклс позвонил в агентство и сославшись на поломку своего автомобиля попросил Донну Малтби забрать его с парковки отеля, где он проживал. После того как девушка появилась на парковке отеля, Джеймс заявил ей что к тому времени сумел устранить поломку и починить автомобиль, после чего предложил ей пересесть в его машину и отправиться на осмотр домовладения, на что Донна Малтби ответила согласием. Во время поездки он совершил нападение на девушку, во время которого нанёс ей несколько порезов с помощью ножа. Подавив сопротивление жертвы, Уинклс связал Донну Малтби и бросил её на заднее сидение автомобиля. Угрожая ей убийством и изнасилованием, он похитил её деньги и кредитные карты.
Уинклс намеревался отвезти Малтби на территорию города Тампа, где у него была съёмная квартира, однако он заблудился на дороге во время тумана, вследствие чего вынужден был заехать на одну из автозаправочных станций. Для того чтобы не вызвать подозрений, он снял путы с тела Донны Малтби и приказал ей пересесть на переднее сидение автомобиля. Несмотря на угрозы убийством, девушка решила совершить попытку побега. Он сильно толкнула Уинклса в тот момент, когда он пытался выйти из машины, после чего сумела покинуть автомобиль через водительскую дверь и обратилась за помощью к сотрудникам автозаправочной станции, которые вызвали полицию. Уинклс не сумел покинуть незамеченным территорию АЗС, после чего был арестован. После ареста он был доставлен в полицейский участок, где заявил, что нападение на девушку носило корыстные мотивы, так как он за день до этого стал свидетелем разговора между Донной Малтби и владельцем агентства по продаже недвижимости, во время которого он поручил Донне Малтби забрать 8900 долларов наличными из кассы агентства утром 7 января, однако во время похищения жертвы выяснилось, что указанной денежной суммы Донна Малтби при себе не имела. Уинклс пытался убедить следователей в том, что не собирался похищать девушку и подвергать её сексуальному насилию, однако в ходе обыска его автомобиля были обнаружены наркотические средства, набор наручников, верёвка, скотч и бутылки, содержащие алкогольные напитки.
В багажнике автомобиля полицией также был обнаружен портфель, в котором было найдено женское нижнее бельё неизвестного происхождения. По версии следствия найденные в ходе обыска предметы являлись средствами, используемыми преступником для совершения похищения жертв и их обездвиживания, а нижнее женское бельё могло быть фрагментами одежды его жертв, которые он сохранял себе на память в качестве фетиша. В конечном итоге Джеймсу Уинклзу было предъявлено обвинение в совершении нападения и похищения, вследствие чего в начале 1982 года он был признан виновным по всем пунктам обвинения и 15 июля 1982 года получил в качестве уголовного наказания пожизненное лишение свободы.

## Разоблачение в убийствах
В августе 1983 года, на основании криминалистическо-дактилоскопической экспертизы была установлена личность жертвы, чьё тело было обнаружено на территории земельного участка в округе Ситрус в октябре 1981 года, где Уинклс был замечен вместе с женой в тот момент, когда по версии следствия было совершено убийство. Убитой оказалась 39-летняя Марго Делимон, которая также работала в одном из агентств по продаже недвижимости и пропала без вести 3 октября 1981 года. Жена Уинклса, Мэри Томас в конце 1983 года, во время допроса заявила полиции что в конце осени 1981 года обнаружила среди личных вещей мужа ряд различных ювелирных украшений неустановленного происхождения и фотографию неизвестной ей на тот момент женщины. После установления личности Марго Делимон, Мэри Томас предположительно идентифицировала её по фотографии, которая находилась у её мужа.
Так как Делимон и Донна Малтби работали в агентствах по продаже недвижимости, следствие предположило что Джеймс Уинклс похитил и убил Марго Делимон, продемонстрировав выраженный ему образ действия, который он позже продемонстрировал во время похищения Донны Малтби. Помимо этого, Уинклз стал подозреваемым в причастности к исчезновению 19-летней Элизабет Грэхэм. Девушка работала в агентстве по оказанию услуг по стрижке собак и пропала без вести 9 сентября 1980 года на территории округа Пинеллас. Её фургон был обнаружен брошенным возле одного из пустующего домов со спущенной шиной, вызванной проколом ножа. Тело девушки так никогда и не было найдено, вследствие чего из-за недостатка доказательств Джеймсу Уинклзу не было предъявлено никаких обвинений, но он на протяжении 1980-х и 1990-х оставался в числе подозреваемых в причастности к исчезновению ряда девушек на территории штата Флорида.
Уинклc отбывал своё уголовное наказание в тюрьме «Hardy Correctional Institution». В феврале 1998 года он связался с прокуратурой округа Пинеллас и заявил о желании предоставить свидетельства его причастности к совершению убийств девушек. 2 марта того же года во время разговора с представителями прокуратуры округа Пинеллас, Уинклc предложил прокуратуре совершить соглашение о признании вины, в обмен на невынесение приговора в виде смертной казни в отношении самого себя, он обязывался поведать следствию детали совершения похищения и убийств Элизабет Грэхэм и Марго Делимон, однако окружной прокурор округа Пинеллас отказал ему в этом. Тем не менее, 27 марта 1998 года Уинклс покинул территорию тюрьмы «Hardy Correctional Institution» и был этапирован в окружную тюрьму округа Пинеллас. На протяжении следующих нескольких месяцев Уинклс в разговорах со следователями подробно рассказал об обстоятельствах совершённых им преступлений и принимал участие в проведении различных следственных экспериментах. Во время одного из них он пытался вспомнить точное расположение места захоронения трупа Элизабет Грэхэм, однако в указанном им месте в ходе двухмесячных работ по раскопке грунта, останки девушки так и не были найдены. Во время допроса, Уинклс заявил, что встретил Грэхэм в одном из магазинов на территории города Клируотер, после чего познакомился с ней и узнал в ходе разговора место её работы. Он назначил ей встречу на следующий день с целью похитить её, заявив что желает подстричь свою собаку.
После того как Грэхэм на своём фургоне явилась к указанному адресу, Уинклз совершил на неё нападение. Угрожая ей пистолетом, он подавил её сопротивление, надел на неё наручники, вставил кляп ей в рот и вынудил пересесть в салон своего автомобиля. Похитив из её бумажника 20 долларов, Джеймс Уинклз проколол ножом колесо фургона Грэхэм, после чего отвёз Элизабет в дом своей бабушки, где на протяжении четырёх дней подвергал девушку сексуальному насилию и содомии. Он утверждал что его бабушка и тётя стали свидетелями всего происходящего, но не предприняли никаких действий для того чтобы обратиться в полицию или освободить Грэхэм. На пятый день после похищения, Уинклс обнаружил, что Элизабет Грэхэм узнала адрес дома его бабушки, после того как она нашла журналы, газеты и ряд других предметов, которые выписывала бабушка Уинклса по почте и где был указан адрес её дома. После этого Уинклс вынудил Грэхэм принять большую дозу снотворного. Дождавшись пока девушка заснула, а бабушка и тётя покинули дом, Уинклс, согласно его свидетельствам трижды выстрелил из пистолета в голову Элизабет Грэхэм, после чего погрузил её труп в салон своего автомобиля и отвёз его в лесистую местность округа Пинеллас, где захоронил его. Одежду убитой и другие вещи из комнаты со следами крови он сжёг с целью уничтожения доказательств совершения убийства. Через 16 дней после совершения убийства он вернулся на место захоронения тела и раскопал могилу. Он отделил череп жертвы от тела, удалил от черепа нижнюю челюсть и все зубы, после чего выбросил череп в воды реки Стейнхатчи. Череп Элизабет Грэхэм был найден в реке Стейнхатчи в окрестностях округов Лафейетт и Дикси 3 июля 1981 года. После дачи признательных показаний Уинклса, череп был идентифицирован как принадлежащий Элизабет Грэхэм на основе анализа ДНК в конце 1999 года.
На допросе Джеймс Уинклс также заявил, что за пять или шесть недель до похищения Марго Делимон, он и его жена отдыхали на природе недалеко от одного из строящихся домов. Так как местность вокруг дома им очень понравилась, Уинклс и его жена вернулись на это место через три недели, чтобы увидеть дом, который находился на стадии завершения строительства. Неделю спустя согласно показаниям Уинклса, он явился в агентство по продаже недвижимости, где встретил Марго Делимон, которая работала в агентстве. За день до похищения, он позвонил Делимон и попросил её встретиться с ним для того чтобы продемонстрировать ему планировку дома. Рано утром 3 октября 1981 года Марго Делимон прибыла на территорию земельного участка, где находился дом. Уинклс утверждал, что предложил женщине позавтракать, после чего угрожая оружием совершил на неё нападение. Угрожая оружием, он вынудил её сесть в его автомобиль, после чего надел на её запястья наручники и отвёз её в пустующий дом, который был расположен на той же улице, где находился дом его бабушки.
В этом доме Уинклс приковал Марго Делимон наручниками к кровати, где на протяжении нескольких последующих дней подвергал её сексуальному насилию. Через четыре дня после похищения, Уинклс освободил женщину, посадил её в свой автомобиль, после чего отправился в поездку, бесцельно в течение нескольких часов катая женщину по улицам города. Согласно его утверждениям, Марго Делимон сохраняла спокойствие и полное хладнокровие, не совершив не единой попытки к бегству даже тогда, когда он предложил ей прогуляться по пляжу и посетить с целью ужина один из ресторанов быстрого питания. Уинклс утверждал, что убил женщину в целях избавления от свидетелей преступления, так как Марго Делимон во время поездки опознала местность, где располагался дом его бабушки и дом, где он её удерживал после похищения. Согласно его свидетельствам, после завершения поездки, он вернулся в дом, где дал Марго Делимон большую дозу снотворных средств, от передозировки которых она скончалась. Труп убитой Уинклс вывез в лесистую местность округа Пинеллас, где захоронил его. Шестнадцать дней спустя он эксгумировал останки после того, как обнаружил, что захоронение было разрыто животными. Он перевёз останки жертвы на территорию округа Ситрус, где снова захоронил. Ещё через несколько дней он раскопал могилу и как и в случае с трупом Элизабет Грэхэм, провёл с трупом Делимон постмортальные манипуляции, в ходе которых отделил голову от тела и вырвал зубы.
Захоронив в очередной раз останки жертвы, Джеймс перевёз её череп на территорию округа Эрнандо, где закопал его в лесистой местности. Одежду жертвы Уинклз сжёг, часы и серьги жертвы подарил своей тёте, а кольцо с бриллиантом, также принадлежащее Марго Делимон было впоследствии продано им за 400 долларов. Череп Марго Делимон был обнаружен 23 мая 1982 года, но был идентифицирован как принадлежащий ей только на основании результатов ДНК-анализа, проведённого после признательных показаний Уинклса в конце 1999 года. Во время одного из следственных экспериментов он точно указал место расположения захоронения останков тела Марго Делимон и привёл сотрудников полиции непосредственно на место, где был обнаружен труп женщины в 1981 году. В январе 1999 года Джеймс Уинклз неожиданно отказался от ряда своих показаний. Так он поведал другую версию событий, которые якобы происходили во время похищения и убийства Элизабет Грэхэм. Согласно этой версии Уинклса, после похищения девушки, он отвёз её не в дом своей бабушки, а на территорию округа Сувонни, где он арендовал трейлер.
После дачи признательных показаний, Джеймс Уинклз заявил, что после осуждения, на протяжении почти двух десятилетий страдал зрительными галлюцинациями, во время которых ему являлись образы убитых им девушек, вследствие чего он начал испытывать проблемы со здоровьем и решился признать свою причастность к убийствам. На допросах он заявил о раскаянии в содеянном и заявил о том, что испытывает желание связаться с родственниками жертв с целью попросить прощения.
Впоследствии он заявил, что в период с 1967 года по 1981 год похитил и убил 62 девушки и женщины, в том числе около 40 на территории округа Пинеллас. Он не привёл никаких подробных деталей якобы совершённых им убийств, но заявил что истинный масштаб его преступных деяний превышает масштаб деяний известного серийного убийцы Теда Банди. Так как Уинклс поведал детали совершения убийств Грэхэм и Делимон, известные только следствию, в конечном итоге 25 марта 1999 года ему были предъявлены обвинения в совершении похищения и убийств только этих девушек. На судебном процессе он признал себя виновным по всем пунктам обвинения, после чего суд 14 апреля 2003 года приговорил его к смертной казни.

## В заключении
После осуждения Уинклс был этапирован в камеру смертников тюрьмы «Florida State Prison», где он дожидался исполнения смертного приговора. В середине 2005 года с целью отмены приговора его адвокаты подали апелляцию, апеллируя на том что применение уголовного наказания в виде смертной казни является неконституционным и нарушает ряд поправок конституции, так как во время вынесения приговора суд учёл ряд отягчающих обстоятельств в то время как закон штата Флориды о смертной казни требует включения в обвинительное заключение отягчающих обстоятельств совершения преступлений, которые должны быть рассмотрены членами жюри присяжных заседателей, а не судьёй, выносящим приговор, в то время Уинклс во время судебного процесса отказался от суда с участием жюри присяжных заседателей. С целью добиться снисхождения для Уинклс, его адвокаты привели ряд смягчающих обстоятельств, такие как сотрудничество Джеймса Уинклза со следствием, репутацию образцово заключённого, которую он заслужил в период отбывания уголовного наказания, отсутствие дисциплинарных взысканий, проблемы со здоровьем, включающие проблемы с сердечно-сосудистой системой и признаки рака толстой кишки.
Также Уинклс в своей апелляции заявил, что в случае отмены смертного приговора и вынесения ему уголовного наказания в виде пожизненного лишения свободы, отсутствие последующих апелляций благотворно скажется на судебной системе штата Флорида, которой не потребуется проводить судебные разбирательства с привлечением материальных средств из карманов налогоплательщиков. Однако его апелляция в конечном итоге была отклонена, так как апелляционный суд постановил, что в ходе судебного разбирательства был проведён качественный обзор совокупности обстоятельств дела и был сделан сравнительный анализ с другими уголовными делами, караемыми смертной казнью. В данном случае суд надлежащим образом установил четыре отягчающих обстоятельства: предыдущие судимости Уинклса за совершение преступлений, сопряжённых с насилием; преднамеренный характер убийства; убийство было совершено с целью избежать ареста и избавления от свидетелей преступления; убийство было совершено в ходе похищения. Суд отметил, что данные отягчающие обстоятельства являются одними из самых серьёзных отягчающих обстоятельств, предусмотренных в уголовно-процессуальном праве штата Флориды.
В 2006 году его адвокаты подали ещё одну апелляцию на основании того, что Джеймс был подвергнут издевательствам в детстве со стороны бабушки и других родственников, что привело в итоге к психическим, эмоциональным и поведенческим проблемам. Адвокаты привели ряд смягчающих обстоятельств совершения преступления, однако апелляционный суд рассмотрев документ отклонил апелляцию на основании того, что сведения о детстве Уинклса подвергаются сомнению из-за отсутствия доказательств и противоречивых данных.
Последняя апелляция Уинклса была отклонена в 2009 году.

## Смерть
Джеймс Делано Уинклс умер 9 сентября 2010 года в камере смертников тюрьмы «Florida State Prison», так и не дождавшись исполнения смертного приговора. Несмотря на признания в совершении убийств 62 девушек и женщин, после осуждения в 2002 году он вплоть до своей смерти отказывался сотрудничать со следствием и не привёл никаких деталей и обстоятельств совершения других преступлений, благодаря чему истинный масштаб его преступной деятельности остался неизвестен.